# Leytonstone (metrostation)
Leytonstone is een station van de metro van Londen aan de Central Line. Het metrostation, dat in 1856 is geopend, ligt in de plaats Leytonstone. In 1947 begon de dienstregeling op de Central Line.

## Geschiedenis
Op 22 augustus 1856 werd de spoorlijn tussen Temple Mills en Loughton, met onderweg station Leytonstone, door de Eastern Counties Railway (ECR) geopend als zijlijn van de Lea Valley-lijn. In 1862 werd de ECR als gevolg van een fusie onderdeel van de Great Eastern Railway, die op haar beurt in 1923 opging in de London & North Eastern Railway (LNER). Zodoende kreeg de LNER twee voorstadslijnen met stoomdiensten door de noordoostelijke wijken in aanbouw. LNER had echter geen geld om de voorstadslijn te elektrificeren en gaf haar verzet tegen de verlenging van metrolijnen naar het noordoosten in 1925 op. In 1933 werd het OV in Londen genationaliseerd in de London Passenger Transport Board (LPTB) waardoor de verschillende metrobedrijven in een hand kwamen. LPTB kwam met het New Works Programme 1935-1940 om knelpunten in het metronet aan te pakken en nieuwe woonwijken op de metro aan te sluiten. De dienstverlening met elektrische metro's zou het voorstadsverkeer verbeteren en bovendien zouden forensen door een verlenging van de metro ook niet meer hoeven overstappen bij Liverpool Street. Het New Works Programme voorzag dan ook in de integratie van deze voorstadslijnen in de Central Line.

## New Works Programme
Voor Leytonstone betekende het New Works Programme een grote verbouwing van het station en het verwijderen van de overweg van Church Lane. Verder oostelijk lag de Fairloplus die eveneens van LNER naar de metro zou gaan. Deze takte bij Ilford af van de spoorlijn naar het oosten, maar de metro zou niet tussen het spoorwegverkeer gaan rijden. Daarom werd, in plaats van de aansluiting bij Ilford, een tunnel voor de metro tussen Newbury Park en Leytonstone in het New Works Programme opgenomen. Zodoende werd de Fairloplus de Hainaultlus en werd Leytonstone de aansluiting van de bestaande Loughton-Epping-Ongar-lijn en de nieuwe tunnel. In samenhang met de elektrificatie werd de overweg, vlak ten zuiden van het station, vervangen door een voetgangerstunnel. De ombouw begon in 1936 en stopte in mei 1940 in verband met het uitbreken van de Tweede Wereldoorlog. 
De nieuwe tunnels waren in ruwbouw gereed, het deel tussen Leytonstone en Wanstead werd tijdens de oorlog gebruikt als schuilkelder, terwijl het deel ten oosten van Wanstead door Plessey werd gebruikt als fabriek voor vliegtuigonderdelen, communicatieapparatuur en granaathulzen. In januari 1944 werd het station getroffen door een Duits bombardement zodat ook de bouw van een nieuw stationsgebouw noodzakelijk was. De aanleg van de metro werd na afloop van de oorlog hervat, op 4 december 1946 bereikte de Central Line Stratford en op 5 mei 1947 werd Leytonstone het tijdelijke eindpunt van de lijn. Reizigers verder naar het noorden moesten overstappen op een stoompendel naar Epping. Op 14 december 1947 werden de tunnel naar Newbury Park en de verlenging tot Woodford geopend waarmee een eind kwam aan reizigersdiensten met stoomtreinen in Leytonstone. 

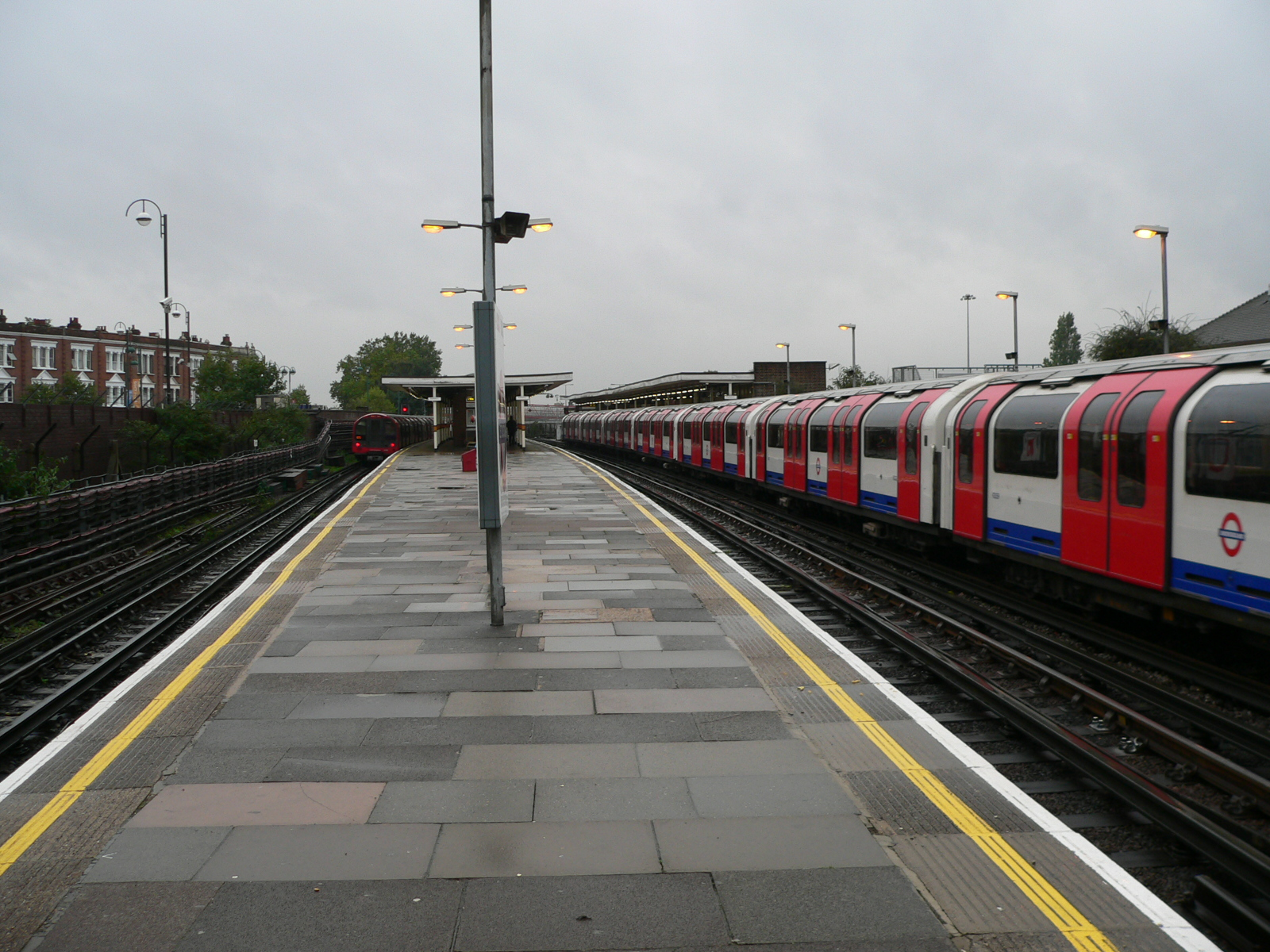
Een blik uit het oosten over het perron voor de metro's naar het westen.
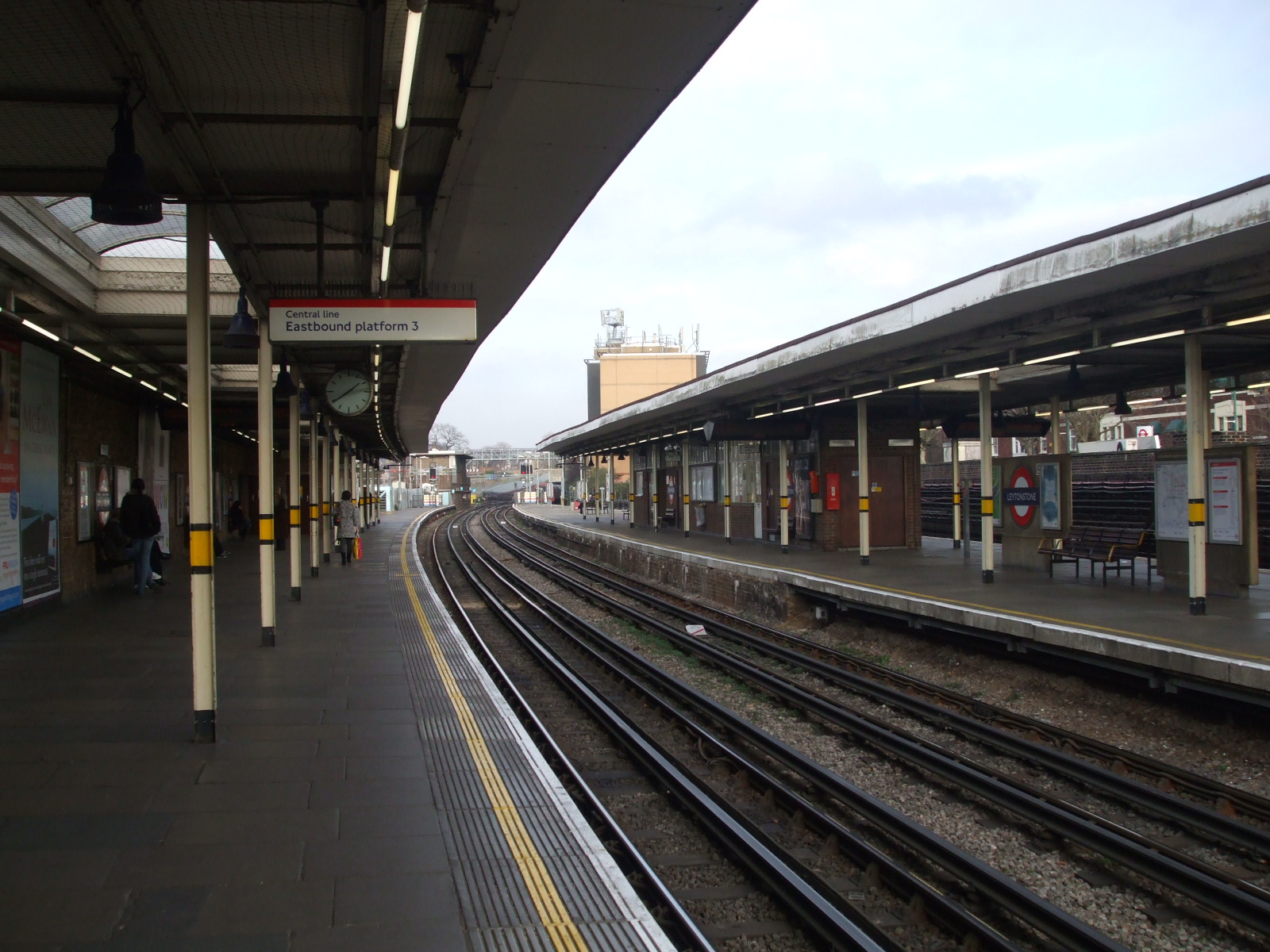
De sporen en perrons
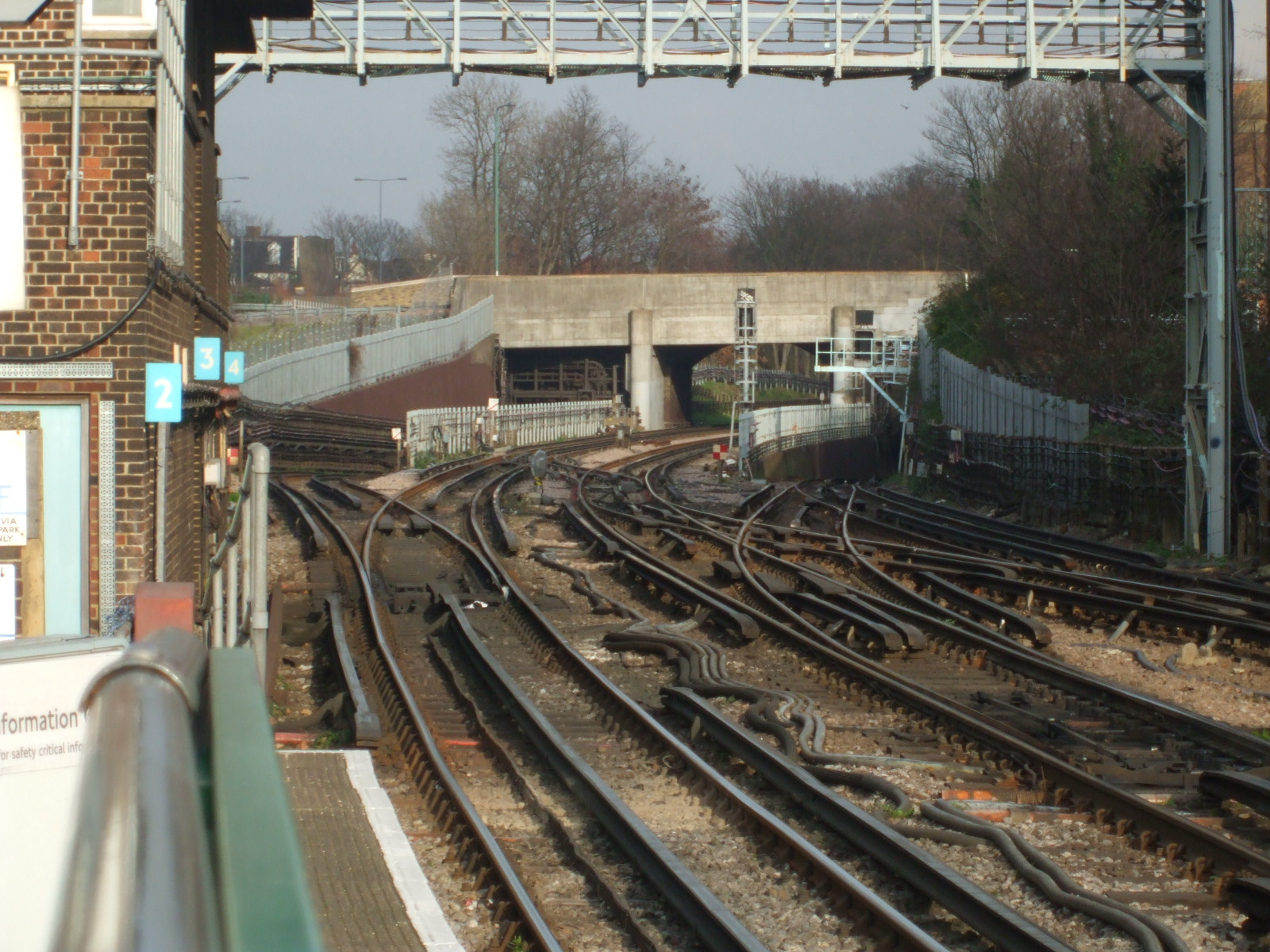
Leytonstone junction ten noorden van het station, met boven de sporen naar Epping en afdalend die naar de tunnel richting Hainault.
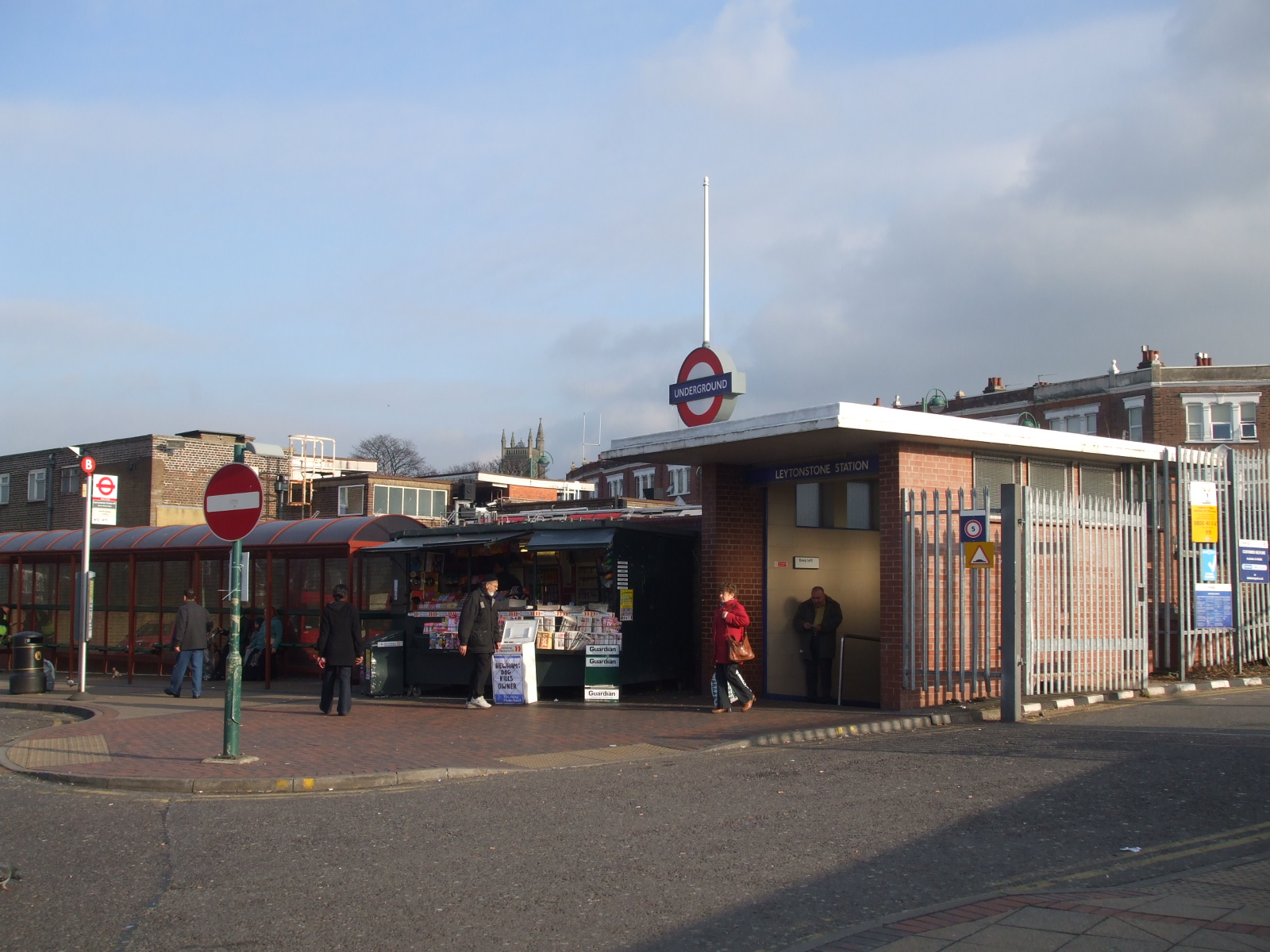
De westelijke ingang bij het busstation aan Grove Green Road.
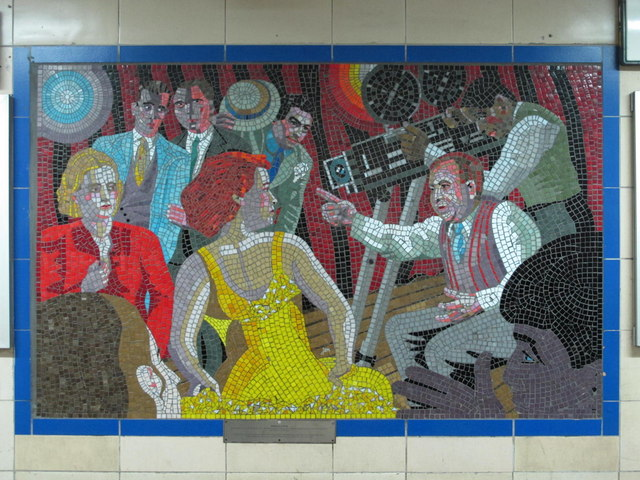
Hitchcock als regisseur.
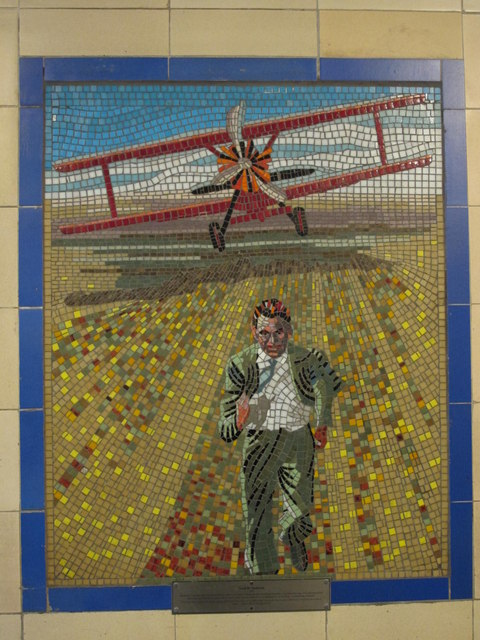
Hitchcock North by Northwest (1959).

## Ligging en inrichting
Het station ligt aan de Central Line in de London Borough of Waltham Forest, Oost-Londen, op de grens van de tariefzones 3 en 4. Het station ligt dicht bij het Whipps Cross University Hospital. Het bescheiden stationsgebouw uit 1946 staat aan Church Lane aan de oostkant van het spoor, aan de westkant ligt een busstation bovenop de tunnel van de A12. Reizigers kunnen tussen de stationshal en het busstation gebruikmaken van een half ronde voetgangerstunnel onder het spoor. De halfronde stationshal ligt onder de sporen en is toegankelijk vanuit de voetgangerstunnel. Achter de OV-poortjes zijn de perrons met vaste trappen verbonden met de stationshal. Ter ere van de honderdste geboortedag van filmregisseur Sir Alfred Hitchcock (geboren op 13 augustus 1899 in Leytonstone ), gaf de London Borough of Waltham Forest opdracht aan de Greenwich Mural Workshop om een reeks mozaïeken van het leven en werk van Hitchcock te maken in het metrostation. De werkzaamheden begonnen in juni 2000 en de mozaïeken zijn op 3 mei 2001 onthuld. Op 5 december 2015 vielen drie gewonden, waarvan een ernstig, in de stationshal toen een aanvaller instak op de aanwezigen. De Metropolitan Police arresteerde de aanvaller in het station met behulp van tasers. Later verschenen videobeelden van de aanvaller die herhaaldelijk schreeuwde "dit is voor Syrië". Een opmerking die door een getuige tegen de aanvaller werd gemaakt : "You ain’t no Muslim, bruv ", resulteerde in veel mediacommentaar en werd vervolgens geprezen door de toenmalige premier , David Cameron

## Fotoarchief
- YouTube video met een binnenkomede oostwaartse metro.
- De mozaïeken ter ere van Hitchcock in Leytonstone
- Een oude foto van het oorspronkelijke station uit 1856 gezien van Church Lane[dode link]